# Alessandro Farnese (cardeal)
Alessandro Farnese (5 de outubro de 1520 — 2 de março de 1589) foi um cardeal e diplomata italiano, Decano do Colégio dos Cardeais e Vice-Chanceler Apostólico.

## Biografia
Alexandre, filho de Pedro Luís Farnésio (Pier Luigi Farnese), duque de Parma (assassinado em 1547) e neto do Papa Paulo III, pertencia à família Farnese  que detinha a soberania ducal de Parma e Placência.
Criado cardeal-diácono no consistório de 18 de dezembro de 1534, quando contava com apenas 14 anos, recebendo o chapéu vermelho e a diaconia de Santo Ângelo em Pescheria. Abade in commendam do mosteiro de San Lorenzo fuori le mura, Roma, em 1535. Governador de Tivoli, 1535-1538 . Administrador da Sé de Jaén, Espanha, de 30 de julho de 1535 até 6 de julho de 1537. Vice-chanceler da Santa Igreja Romana, a partir de 13 de agosto de 1535. Passa para o título de São Lourenço em Dâmaso, próprio do cargo de vice-chanceler. Governador de Tivoli. Nomeado Arcipreste da Basílica Patriarcal Vaticana e da Basílica Patriarcal Liberiana, com total jurisdição nas causas cíveis e criminais das pessoas ligadas a essas basílicas. Administrador da Sé de Avinhão, em 13 de agosto de 1535 até a renúncia em 1551. Administrador da Sé de Monreale, 15 de maio de 1536, tornou-se arcebispo em 14 de janeiro de 1568, demitiu-se antes de 9 de dezembro de 1573. Abade in commendam do mosteiro cisterciense de San Anastasio alle Tre Fontane, de 11 de agosto de 1536 até 2 de maio de 1544.
Administrador da Sé de Bitonto, de 17 de junho de 1537 até 8 de janeiro de 1538; chamado novamente por alguns meses em 1544. Administrador da Sé de Massa Marittima, de 15 de novembro de 1538 até 22 de abril de 1547. Administrador constituído do patriarcado titular de Jerusalém, até que ele atingiu a idade canônica, em 27 de agosto de 1539. Em 1539 ele foi nomeado legado a latere ante o Imperador Carlos V para restabelecer a paz entre ele e o rei Francisco I da França, para finalizar a aliança com a Inglaterra, e fazer planos para um concílio geral. Administrador da Sé de Cavaillon, em 16 de julho de 1540, demitiu-se em 20 de julho de 1541. Legado perpetuus de Avinhão, de 13 de março de 1541 até 13 de abril de 1565. Em 21 de novembro de 1543 ele voltou para a corte imperial como legado a latere e, posteriormente, para a corte francesa e participou do encontro dos dois soberanos em Paris, retornando mais tarde com Carlos V para a Flandres.
Durante a guerra que eclodiu entre o Papa Júlio III e irmão do cardeal, duque Ottavio de Parma, ele permaneceu distante de ambos, e retirou-se em primeiro lugar a Florença e depois para Avinhão, onde permaneceu até o final do pontificado. Em 1545 ele foi novamente como legado a latere diante do imperador, em referência ao Concílio. Em 26 de janeiro de 1546, ele foi nomeado legado a latere ante a Carlos V e foi com as tropas papais enviados para ajudar o imperador contra a Liga de Esmalcalda, seu irmão Ottavio era capitão-general das tropas. Administrador da Sé de Viseu, de 22 de abril de 1547 até 27 de junho de 1552. Abade commendatario de San Paolo fuori le mura, em 1548.
Administrador da Sé de Tours de 28 de abril de 1553 a 25 de junho de 1554; trocou esta Sé pela de Cahors. Administrador da Sé de Viviers, de 25 de junho de 1554 a 12 de novembro de 1554. Administrador da Sé de Cahors, de 12 de novembro de 1554 até 7 de maio de 1557. Administrador da Sé de Espoleto, de 1555 a 16 de dezembro de 1562. Administrador da Sé de Benevento, a partir de 22 de novembro de 1556, demitiu-se em 14 de janeiro de 1558. Ele teve uma filha ilegítima, Clelia, em 1556. Abade commendatario de Farfa, 1563. Optou pela ordem dos cardeais-presbíteros em 14 de abril de 1564. Passa para a ordem dos cardeais-bispos e recebe a sé suburbicária de Sabina em 12 de maio de 1564, retendo in commendam o título de São Lourenço em Dâmaso até sua morte. Passa para a suburbicária de Frascati em 7 de fevereiro de 1565. Núncio apostólico na província do Patrimônio, 1565.
Passa para a suburbicária de Porto e Santa Rufina em 9 de julho de 1578. Vice-decano do Colégio dos Cardeais. Passa para a suburbicária de Óstia-Velletri, próprio do decano do Sacro Colégio dos Cardeais, para o qual foi nomeado em 5 de dezembro de 1580.
Ao longo de sua vida, ele era muito zeloso em favor dos pobres e dos órfãos. Ele era um defensor decidido das reformas do Concílio de Trento, em que participou. Ele foi um patrono da literatura, da ciência e da arte, especialmente eclesiástica. Ele patrocinou o arquiteto Vignola e ordenou-lhe a construção da Igreja Gesù, em Roma e do Palácio Farnese em Caprarola. Através dos anos, ele foi protetor dos Reinos da Sicília, Aragão, Portugal, Polónia e Alemanha, e das repúblicas de Gênova e Ragusa, bem como as ordens dos beneditinos e dos Servitas.
Morreu em 2 de março de 1589, às 9 horas, de um ataque apoplético que ele havia sofrido a terça-feira anterior. Sepultado no túmulo que ele havia construído em frente ao altar-mor da igreja jesuíta de Gesù, em Roma. Quarenta e dois cardeais participaram do funeral.

## Conclaves
- Conclave de 1549–1550 - participou da eleição do Papa Júlio III
- Conclave de abril de 1555 - participou da eleição do Papa Marcelo II
- Conclave de maio de 1555 - participou da eleição do Papa Paulo IV
- Conclave de 1559 - participou da eleição do Papa Pio IV
- Conclave de 1565–1566 - participou da eleição do Papa Pio V
- Conclave de 1572 - participou da eleição do Papa Gregório XIII
- Conclave de 1585 - participou da eleição do Papa Sisto V como Decano